# Dwergzwijn
Het dwergzwijn (Porcula salvania) is een zwijnensoort.

## Kenmerken
Een dwergzwijn is een bonkig, kortbenig, donkerbruin varken en het kleinste lid van de familie zwijnen. Het heeft een wigvormige kop, waarmee het goed door het struikgewas kan dringen. Uit de mond steken zijdelings de bovenhoektanden naar buiten. Dwergzwijnen worden 55 tot 71 cm lang met een staart van 2,5 cm en worden 20-30 cm hoog. Ze wegen 6,6 tot 11,8 kg. Ze worden tot 7,5 jaar oud.

## Voortplanting
De draagtijd duurt ongeveer 100 dagen waarna er 2 tot 6 gestreepte jongen geboren worden maar meestal 3 tot 4 jongen. Het nest bestaat uit een met gras gevulde ligkuil. Ze zijn met uitsterven bedreigd.

## Verspreiding
Deze soort komt alleen voor in het zuiden van Nepal en in een klein gebied in het noorden van India in de buurt van grazige rivieroevers.

## Verwantschap
De eerste soort werd beschreven als het enige lid van het geslacht Porcula (Hodgson, 1847), maar werd dan beschouwd als de nauwste verwant van het Euraziatische varken Sus scrofa en bijgevolg Sus salvanius genoemd (Oliver, 1980; Oliver & Deb Roy, 1993). Nieuwe genetische analyse van een groot deel van het dier zijn mitochondriaal DNA ondersteunt de oorspronkelijke indeling van het dwergzwijn als een uniek geslacht (Funk et al.., 2007). Het terugvoeren naar de status van het oorspronkelijke geslacht Porcula en de soortnaam Porcula salvania is door GenBank overgenomen.
De soort is genoemd naar de salbossen waar het gevonden werd.